# Sedat Yüce
Sedat Yüce (İzmir, 1976) is een Turkse zanger.

## Biografie
Yüce begon zijn muzikale carrière in 1993. In 1996 waagde hij voor het eerst zijn kans in de Turkse preselectie voor het Eurovisiesongfestival. Met Vazgeç eindigde hij als derde. Drie jaar later eindigde hij met Bırak beni als vierde. In 2001 nam hij opnieuw deel. Met Sevgiliye son won hij de nationale finale, waardoor hij zijn vaderland mocht vertegenwoordigen op het Eurovisiesongfestival 2001 in de Deense hoofdstad Kopenhagen. Daar eindigde hij op de elfde plek. In 2005 zou hij nog een laatste maal zijn kans wagen in de Turkse preselectie, evenwel zonder succes; hij eindigde als tiende en laatste.
1975: Semiha Yankı · 
1978: Nilüfer & Nazar · 
1980: Ajda Pekkan · 
1981: Modern Folk Trio & Ayşegül · 
1982: Neco · 
1983: Çetin Alp & The Short Waves · 
1984: Beş Yıl Önce On Yıl Sonra · 
1985: MFÖ · 
1986: Klips ve Onlar · 
1987: Seyyal Taner & Lokomotif · 
1988: MFÖ · 
1989: Pan · 
1990: Kayahan · 
1991: İzel Çeliköz, Reyhan Karaca & Can Uğurluer · 
1992: Aylin Vatankoş · 
1993: Burak Aydos · 
1995: Arzu Ece · 
1996: Şebnem Paker · 
1997: Şebnem Paker & Grup Etnik · 
1998: Tüzmen · 
1999: Tuba Önal & Grup Mistik · 
2000: Pınar Ayhan & Grup SOS · 
2001: Sedat Yüce · 
2002: Buket Bengisu & Grup Safir · 
2003: Sertab Erener · 
2004: Athena · 
2005: Gülseren · 
2006: Sibel Tüzün · 
2007: Kenan Doğulu · 
2008: Mor ve Ötesi · 
2009: Hadise · 
2010: MaNga · 
2011: Yüksek Sadakat · 
2012: Can Bonomo